# Andrij Hrynczenko
Andrij Wiktorowycz Hrynczenko, ukr. Андрій Вікторович Гринченко (ur. 23 stycznia 1986 w Tarnopolu) – ukraiński piłkarz, grający na pozycji obrońcy, a wcześniej pomocnika.

## Kariera piłkarska

### Kariera klubowa
Wychowanek DJuSSz w Tarnopolu, a potem klubów Szachtar Donieck i Wołyń Łuck, barwy których bronił w juniorskich mistrzostwach Ukrainy (DJuFL). 23 kwietnia 2003 rozpoczął karierę piłkarską w drugiej drużynie Wołyni, zwanej Kowel-Wołyń Kowel, skąd już latem przeniósł się do Nywy Tarnopol. Po pięciu latach w tarnopolskim klubie latem 2008 przeszedł do Zorii Ługańsk, w barwach której 1 listopada 2008 debiutował w Premier-lidze. W marcu 2010 został piłkarzem Wołyni Łuck. Na początku 2012 został wypożyczony do klubu Howerła-Zakarpattia Użhorod. Po zakończeniu sezonu 2012/13 opuścił zakarpacki klub. W marcu 2014 ponownie zasilił skład Nywy Tarnopol. Również przez pewien czas występował w amatorskich zespołach DSO-Podillja, Kołos Buczacz.

## Sukcesy i odznaczenia

### Sukcesy klubowe
- wicemistrz Pierwszej Lihi Ukrainy: 2010